# بيل كونورز
بيل كونورز (بالإنجليزية: Bill Connors)‏ هو عازف قيثارة جاز أمريكي، ولد في 24 سبتمبر 1949 في لوس أنجلوس في الولايات المتحدة.

## وصلات خارجية
- بيل كونورز على موقع ميوزك برينز (الإنجليزية)
- بيل كونورز على موقع أول ميوزيك (الإنجليزية)
- بيل كونورز على موقع ديسكوغز (الإنجليزية)